# Герб комуни Векше
Герб комуни Векше (швед. Växjö kommunvapen) — символ шведської адміністративно-територіальної одиниці місцевого самоврядування комуни Векше. 

## Історія
Місто використовувало в XV столітті печатку з зображенням Святого Сігфрида. Від XVII століття вживався герб із сиглем «W».   
Герб із зображенням святого покровителя отримав королівське затвердження 1939 року.     
Після адміністративно-територіальної реформи, проведеної в Швеції на початку 1970-х років, муніципальні герби стали використовуватися лишень комунами. Цей герб був 1971 року перебраний для нової комуни Векше.
Герб комуни офіційно зареєстровано 1974 року.

## Опис (блазон)
У срібному полі над відділеною хвилясто синьою основою стоїть Святий Сігфрид зі золотим німбом навколо голови, у червоній одежі і тримає в правиці золотий єпископський жезл, а в лівиці — такий же макет храму.

## Зміст

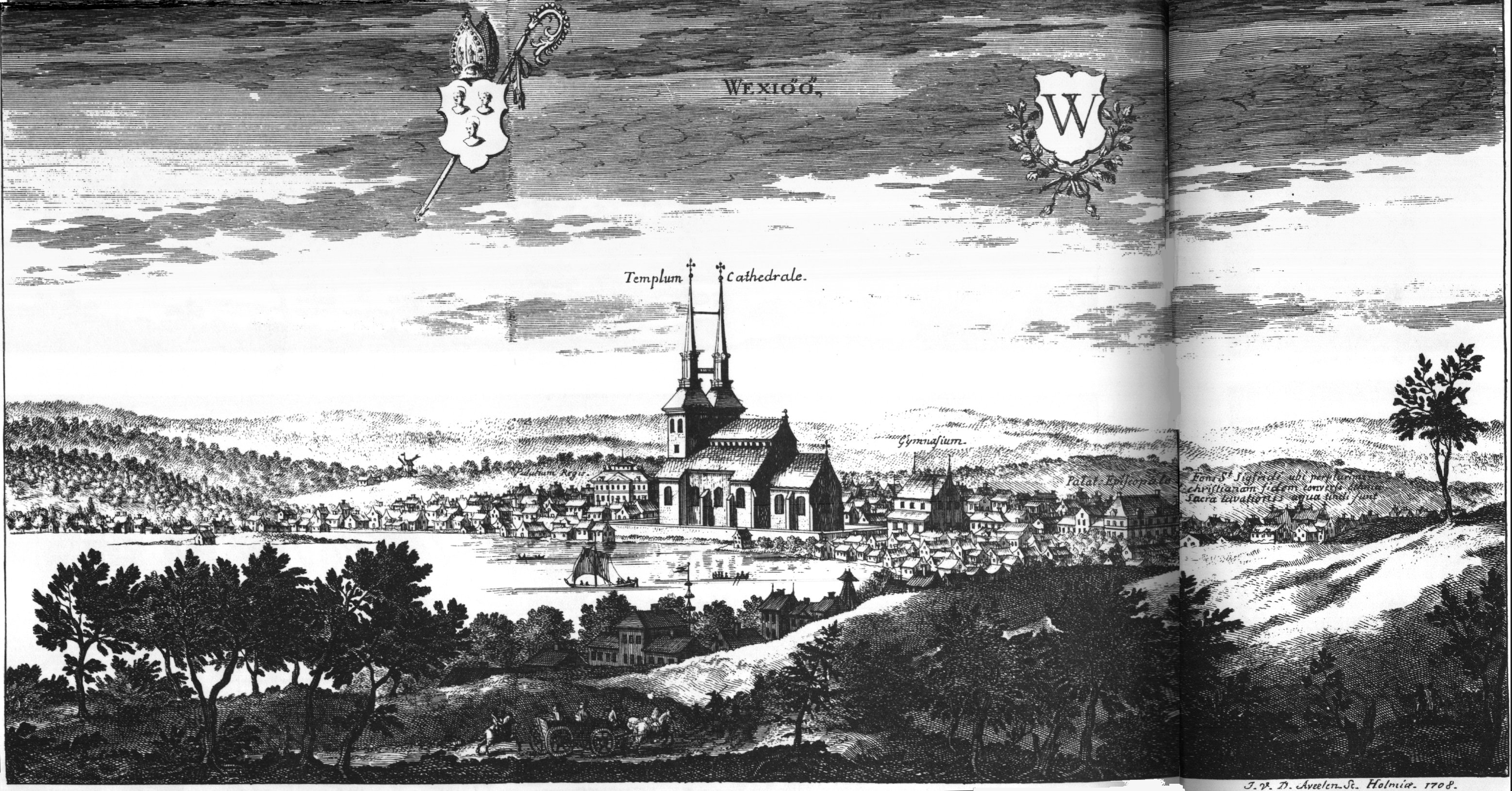
Герби на гравюрі з панорамою міста Векше (біля 1700 р.)

Місто використовувало печатку з зображенням Святого Сігфрида. Згідно з легендою, Св. Сігфрид заснував церкву в Векше в XIV столітті. Також використовувався герб із сиглем «W».   